# Anton Reinthaller
 (juillet 2023).
La mise en forme du texte ne suit pas les recommandations de Wikipédia : il faut le « wikifier ».
Les points d'amélioration suivants sont les cas les plus fréquents. Le détail des points à revoir est peut-être précisé sur la page de discussion.
- Les titres sont pré-formatés par le logiciel. Ils ne sont ni en capitales, ni en gras.
- Le texte ne doit pas être écrit en capitales (les noms de famille non plus), ni en gras, ni en italique, ni en « petit »…
- Le gras n'est utilisé que pour surligner le titre de l'article dans l'introduction, une seule fois.
- L'italique est rarement utilisé : mots en langue étrangère, titres d'œuvres, noms de bateaux, etc.
- Les citations ne sont pas en italique mais en corps de texte normal. Elles sont entourées par des guillemets français : « et ».
- Les listes à puces sont à éviter, des paragraphes rédigés étant largement préférés. Les tableaux sont à réserver à la présentation de données structurées (résultats, etc.).
- Les appels de note de bas de page (petits chiffres en exposant, introduits par l'outil «  Source ») sont à placer entre la fin de phrase et le point final[comme ça].
- Les liens internes (vers d'autres articles de Wikipédia) sont à choisir avec parcimonie. Créez des liens vers des articles approfondissant le sujet. Les termes génériques sans rapport avec le sujet sont à éviter, ainsi que les répétitions de liens vers un même terme.
- Les liens externes sont à placer uniquement dans une section « Liens externes », à la fin de l'article. Ces liens sont à choisir avec parcimonie suivant les règles définies. Si un lien sert de source à l'article, son insertion dans le texte est à faire par les notes de bas de page.
- La présentation des références doit suivre les conventions bibliographiques. Il est recommandé d'utiliser les modèles {{Ouvrage}}, {{Chapitre}}, {{Article}}, {{Lien web}} et/ou {{Bibliographie}}. Le mode d'édition visuel peut mettre en forme automatiquement les références.
- Insérer une infobox (cadre d'informations à droite) n'est pas obligatoire pour parachever la mise en page.

Pour une aide détaillée, merci de consulter Aide:Wikification.
Si vous pensez que ces points ont été résolus, vous pouvez retirer ce bandeau et améliorer la mise en forme d'un autre article.
 (juillet 2023).
Si vous disposez d'ouvrages ou d'articles de référence ou si vous connaissez des sites web de qualité traitant du thème abordé ici, merci de compléter l'article en donnant les références utiles à sa vérifiabilité et en les liant à la section « Notes et références ».
Anton Reinthaller, né le 14 avril 1895 et mort le 6 mars 1958, est un homme politique autrichien de droite actif avant et après la Seconde Guerre mondiale. Après une carrière dans l'Allemagne nazie en tant que SS-Brigadeführer et membre du Reichstag, il a été le premier chef du Parti de la liberté d'Autriche (FPÖ).

## Jeunesse
Né à Mettlach, il a combattu pendant la Première Guerre mondiale. En 1916, il est fait prisonnier par l'armée Russe avant de d'être libéré en juin 1918. Il a atteint le grade de lieutenant de réserve. De retour en Autriche, il étudie au Collège Agricole et devient ingénieur forestier à Lilienfeld.

## Activités d'avant guerre
Politiquement, Reinthaller a d'abord appartenu au Landbund avant de changer pour soutenir les nazis en 1928. Il a gravi les échelons de l'organisation nazie autrichienne, devenant le chef paysan de l'État en 1934, bien que sa position modérée, en particulier en ce qui concerne l'utilisation de la violence, signifiait qu'il était souvent en conflit avec Theodor Habicht qui craignait que Reinthaller ne se prépare à se détacher et à former un mouvement nazi spécifiquement autrichien qui rejetterait l'union avec l'Allemagne. Cependant, Habicht n'a pas bougé contre Reinthaller, qui entretenait de bonnes relations personnelles avec Rudolf Hess et Richard Walther Darré, bien qu'il ait finalement été renvoyé après avoir mené ses propres négociations avec Engelbert Dollfuß.
Bien qu'il n'ait eu aucune implication réelle dans l'échec du putsch nazi de juillet 1934, Reinthaller a néanmoins été détenu pendant un certain temps dans le camp de concentration de Kaisersteinbruch où il a rencontré et s'est lié d'amitié avec Ernst Kaltenbrunner qui, malgré ses propres opinions plus radicales, est devenu un partisan de Reinthaller. Reinthaller a tenté de négocier un accord avec Kurt Schuschnigg en vue de l'entrée des nazis sur le front Vaterländische, bien que lorsque cela a échoué, il s'est retiré de son rôle de chef effectif des nazis autrichiens en faveur d'Hermann Neubacher. Reinthaller s'est ensuite éloigné de la politique active, bien qu'il soit resté une voix dissidente en marge, attaquant l'antisémitisme nazi sur la base de son impact négatif sur l'opinion internationale des nazis, tout en résistant à toute tentative d'achever l'Anschluss.
Il réapparaîtra en 1935, avec le soutien de Kaltenbrunner et de Franz Langoth, pour former un Front national qui chercherait à unir les Sturmabteilung (SA) et Schutzstaffel (SS) autrichiens avec d'autres groupes de droite au service du Vaterländische Front. Cependant, le leader nazi radical Josef Leopold est intervenu car il estimait que Reinthaller diluant trop l'impact des nazis autrichiens, il l'a privé de ses positions au sein du parti en 1937.[réf. nécessaire]

## Pendant la guerre
Bien que Reinthaller ait perdu ses positions au sein du parti nazi autrichien et s'était auparavant opposé à Anschluss, il a fait une sorte de retour politique après la prise de pouvoir par les nazis. Devenu membre du Reichstag, il a été ministre de l'Agriculture dans le cabinet d'Arthur Seyss-Inquart du 12 mars 1938 au 30 avril 1939. À la suite de cela, il a été nommé sous-secrétaire d'État au ministère de l'Alimentation et de l'Agriculture du Reich sous la direction de son vieil ami Darré, et a ensuite occupé un certain nombre de postes pour le gouvernement nazi, notamment Gauamtsleiter du Bas-Danube Landvolk, chef du Landesernährungsamt Donauland ( Office régional de l'alimentation) et Brigadeführer honoraire (général de division) dans les SS. Ayant initialement rejoint les SS en décembre 1938 (avec le numéro de membre 292 775), il atteint son grade le plus élevé le 30 janvier 1941.

## Activisme d'après guerre
En août 1945, Reinthaller est arrêté par les forces d'occupation américaines et envoyé dans un camp d'internement à Salzbourg. Il fut transféré à Nuremberg, puis dans un camp d'internement à Dachau en juillet 1947. Il fut ensuite renvoyé à Nuremberg, et remis en liberté le 8 novembre 1948. Il reçut l'ordre d'attendre en Bavière le jugement d'un tribunal de dénazification en  son cas. Cependant, le 1er juillet 1949, Reinthaller est arrêté à la demande de la police autrichienne par le Corps de contre-espionnage à Vienne et est extradé vers l'Autriche pour attendre son procès.
Avec Rudolf Neumayer (ministre des Finances) et Guido Schmidt (ministre des Affaires étrangères sous Schuschnigg), Reinthaller a été traduit devant le tribunal populaire autrichien et accusé de «haute trahison contre le peuple autrichien», les trois étant les plus responsables de l'Anschluss. Reinthaller a été acquitté de haute trahison, mais reconnu coupable d'être un membre actif du parti nazi avant l'Anchluss. Il a été condamné à trois ans de prison et une partie de ses biens a été confisquée. Il est libéré le 26 octobre 1950.
Après la guerre, Reinthaller est devenu un défenseur de la « troisième force » dans la politique autrichienne. Sur cette base, il a été choisi pour diriger le FPÖ lorsqu'il a remplacé la Fédération des Indépendants en 1956. Peu de temps après, Reinthaller est redevenu une figure importante de la politique autrichienne car, malgré ses origines nazies, Julius Raab a conclu un accord avec Reinthaller en 1957 selon lequel il veillerait à ce que le FPÖ ne nomme pas de candidat à la présidence. En conséquence, Raab a ainsi été nommé candidat conjoint du Parti populaire autrichien et du FPÖ. Il mourut dans l'Innviertel en 1958, la direction du FPÖ passant à Friedrich Peter.